# لمنة ثنائية البذور
لمنة ثنائية البذور (الاسم العلمي:Lemna disperma) هي نوع من النباتات يتبع جنس اللمنة من الفصيلة اللوفية.